# توازن عام عشوائي ديناميكي
نمذجة التوازن العام العشوائي الديناميكي (بالاختصار: DSGE أوDGE أو SDGE أحيانًا) طريقة في الاقتصاد الكلي تحاول تفسير الظواهر الاقتصادية مثل النمو الاقتصادي ودورات الأعمال ومؤثرات السياسة الاقتصادية من خلال نماذج اقتصاد قياسية بالاستناد إلى نظرية التوازن العام التطبيقية ومبادئ الاقتصاد الجزئي.

## اصطلاح
يستخدم الناس على الصعيد العملي غالبًا اصطلاح «نماذج التوازن العام العشوائي الديناميكي»، للإشارة إلى فئة معينة من نماذج الاقتصاد القياسي الكمي لدورات الأعمال أو النمو الاقتصادي المسمى دورة الأعمال الحقيقية RBC.
طرح كيلاند وبريسكوت ولونغ وبلوسر نماذج التوازن العام العشوائي الديناميكي وعدوها كميّة كلاسيكية، وقد صرح الأخير أنها «تحديث» لنماذج دورة الأعمال الحقيقية.
يدل اسم نماذج التوازن العام العشوائي الديناميكي أنه ديناميكي لأنه يدرس كيف تطور الاقتصاد بمرور الزمن، وعشوائي أي يراعي حقيقية أن الاقتصاد يتأثر بالصدمات العشوائية، وعام مشيرًا إلى الاقتصاد برمته، أما التوازن فهو تأييد لـ وارلس رائد نظرية التوازن العام.

## نمذجة دورة الأعمال الحقيقية
افترضت أولى نماذج دورة الأعمال الحقيقية اقتصادًا عامرًا بالمستهلكين الممثلين الذين ينشطون في أسواق تنافسية للغاية، وتعد «الصدمات» في التقنية المصادر الوحيدة للشك في هذه النماذج، كما ترتكز نظرية دورة الأعمال الحقيقية إلى نموذج النمو الكلاسيكي الجديد في ظل فرضية الأسعار المرنة لدراسة كيف يمكن أن تسبب الصدمات الحقيقة للاقتصاد تقلبات في دورة الأعمال.
يمكن النظر في افتراض «المستهلك الممثل» إما حرفيًا أو أنه يُجسد تجميع غورمان للمستهلكين المختلفين الذين يتعرضون لصدمات دخل غير اعتيادية وأسواق كاملة في جميع الأصول، اتخذت هذه النماذج موقفا مفاده أن التقلبات في النشاط الاقتصادي الإجمالي هي في الحقيقة «استجابة فعالة» من الاقتصاد للصدمات الخارجية.
انتُقدت النماذج بسبب عدة قضايا:
1. أثارت معطيات الاقتصاد الجزئي الشك في بعض أهم الافتراضات للنماذج مثل أسواق التأمين والائتمان المثالية وأسواق العمل الأقل احتكاكًا الخ.
2. تجد النماذج صعوبة في حساب بعض أهم الخصائص للمعطيات الإجمالية، مثل عدم الاستقرار الملاحظ لقترة العمل وعلاوة الأسهم الخ.
3. أخفقت إصدارات الاقتصاد المفتوح لهذه النماذج في تفسير عمليات الرصد، مثل الحركة الدورية للاستهلاك والإنتاج فيما بين البلدان والارتباط الوثيق للغاية بين أسعار الصرف الاسمية والحقيقية الخ.[7][8]
4. يوجد تكتم على العديد من القضايا المتعلقة بالسياسة ذات الأهمية لخبراء الاقتصاد الكلي وصناع السياسات مثل تبعات قواعد السياسة النقدية المغايرة لنشاط الاقتصاد الإجمالي.

## نقد لوكاس
جادل روبرت لوكاس في أطروحة عام 1976 أنه من السذاجة محاولة التكهن بمؤثرات تغير ما في السياسة الاقتصادية بالكامل على أساس علاقات مرصودة في معطيات تاريخية لا سيما ذات الطابع الإجمالي العالي منها، ادعى لوكاس أنه لا يمكن عد قواعد القرار للنماذج الكينزية مثل المضاعف المالي بأنها هيكلية، أي لا يمكن أن تكون ثابتة إزاء التغيرات في متغيرات سياسة الحكومة، قائلًا:
بافتراض أن هيكل نموذج الاقتصاد القياسي يتكون من قواعد قرار مثلى للوكلاء الاقتصادين، وأن قواعد القرار تلك تتباين تباينًا منهجيًا مع التغييرات في هيكل السلسلة ذات الصلة بصانع القرار، بالتالي فإن أي تغيير في السياسة سيغير على نحو منهجي هيكل نماذج الاقتصاد القياسية.
وهذا يعني أن معلمات النماذج لم تكن هيكلية، أي غير مكترثة بالسياسة، وستتغير بالضرورة كلما تغيرت السياسة. انتهج ما يسمى نقد لوكاس نقدًا مشابهًا تطرق له راغنر فرش في وقت سابق، ففي نقده لكتاب يان تينبرغن الاختبار الإحصائي لنظريات دورة الأعمال عام 1939، اتهم فرش فيه تينبرغن أنه لم يكتشف العلاقات المستقلة بل العلاقات المشتركة. كما انتهج نقدًا اخر لـ جايكوب مارشاك في مساهمته عام 1953 في دراسة هيئة كولز، حيث أكّد:
ينبغي على الحكومة... عند التنبؤ بنتيجة قراراتها (السياسات) أن تأخذ في الحسبان المتغيرات الخارجية سواء كانت خاضعة لها (في حال كانت القرارات ذاتها متغيرات خارجية) أو كانت دون ضابط، الطقس على سبيل المثال، والتغيرات الهيكلية سواء كانت خاضعة لها (إذا كانت القرارات ذاتها تغير الهيكلية)، أو كانت دون ضابط على سبيل المثال التغيرات المفاجئة في سلوك الناس.
يعد نقد لوكاس ممثلًا لنموذج التحول الفكري الذي طرأ على نظرية الاقتصاد الكلي في السبعينيات من القرن الماضي في محاولة لترسيخ المؤسسات المتناهية الصغر.

## الرد على نقد لوكاس
برزت النماذج الكلية في ثمانينيات القرن الماضي مباشرة لترد على لوكاس من خلال الاستعانة بالاقتصاد القياسي للتوقعات الرشيدة.
وضع فين كيدلاند وإدوارد بريسكوت في 1982 نموذج دورة عمل حقيقة «للتنبؤ بتبعات قاعدة سياسة معينة تستد إلى الخواص التشغيلية للاقتصاد»، تعد المقومات العشوائية الخارجية الواردة في نموذجهم «صدمات للتقنية» و«مؤشرات غير مثالية للإنتاجية»، كما تتضمن الصدمات تقلبات عشوائية في مستوى الإنتاجية التي تغير منحى النمو الاقتصادي صعودا أو هبوطا، ومن الأمثلة على هذه الصدمات: الابتكارات، الطقس، الزيادات الملموسة والمفاجئة في سعر مصادر الطاقة المستوردة، الأنظمة البيئية الأكثر صرامة الخ. تغير الصدمات مباشرة جدوى رأس المال والعمل التي تؤثر بالمقابل في قرارات الشركات والعمال اللذين يعمدون حينها إلى تغيير ما يشترون وينتجون، مما يؤثر في نهاية المطاف على الناتج.
وأفاد واضعا النموذج، طالما تعد التقلبات في التوظيف محورية لدورة الأعمال، إذًا «لا يقتصر تقييم المستهلك البديل للنموذج على الاستهلاك فحسب بل على أوقات الراحة أيضًا»، ويقصدان بذلك أن حركات البطالة تعكس بصورة أساسية التغيرات في عدد الناس الراغبين بالعمل، تؤيد «نظرية الإنتاج المنزلي» وكذلك «الحجة المقطعية ظاهريًا» الوظيفة ذات المنفعة غير القابلة للفصل الزمني والتي تجيز إحلال أكبر للسريان الزمني لأوقات الراحة، وهو بحسب واضعي النموذج «ضروري ليفسر الحركات الإجمالية في التوظيف في نموذج توازن»، ليس للسياسة النقدية صلة بالتقلبات الاقتصادية بالنسبة إلى نموذج كيدلاند وبريسكون.
كانت الانعكاسات ذات الصلة بالسياسة واضحة، فليس ثمة حاجة إلى أي شكل من أشكال التدخل الحكومي لأن السياسات الحكومية التي رمت ظاهريًا إلى تحقيق الاستقرار في دورة الأعمال قلصت مستوى الرفاهية، ومنذ أنه تعتمد المؤسسات متناهية الصغر على تفضيلات صناع القرار في النموذج تبرز نماذج التوازن العام العشوائي الديناميكي بوصفها معيارًا مرجعيا طبيعيًا لتقييم أثار الرفاهية المترتبة على التغييرات في السياسات. تُعدّ أطروحة كيدلاند وبريسكوت 1982 في كثير من الأحيان نقطة الانطلاق لنظرية دورة الأعمال الحقيقية ونمذجة التوازن العام العشوائي الديناميكي ومنح معديها عام 2004 جائزة بنك السويد في العلوم الاقتصادية تخليدًا لذكرى ألفريد نوبل.